# Чагарниця біловуса
Чагарни́ця біловуса (Trochalopteron morrisonianum) — вид горобцеподібних птахів родини Leiothrichidae. Ендемік Тайваню.

## Опис
Довжина птаха становить 26-28 см, вага 77 г. Забарвлення переваження темно-рудувато-коричневе. Крила і хвіст блакитні з жовтими і рудими смугами. Тім'я сіре, обличчя коричневе, на грудях і плечах лускоподібний візерунок. Під дзьобом білі "вуса", над очима білі "брови". Живіт каштановий. Очі темно-карі, дзьоб жовтий, лапи коричневі. Виду не притаманний статевий диморфізм.

## Поширення і екологія
Біловусі чагарниці є ендеміками гірських лісів Тайваня. Зустрічаються на висоті від 1475 до 3300 м над рівнем моря. Живуть в зграях. Живляться комахами, ягодами і насінням. Сезон розмноження триває з березня по серпень. В кладці 2 яйця.